# Résolution 1363 du Conseil de sécurité des Nations unies
Membres permanents
- Chine
- États-Unis
- France
- Royaume-Uni
- Russie

Membres non permanents
- Bangladesh
- Colombie
- Irlande
- Jamaïque
- Mali
- Maurice
- Norvège
- Singapour
- Tunisie
- Ukraine

Résolution no 1362 Résolution no 1364
La résolution 1363 du Conseil de sécurité des Nations unies fut adoptée à l'unanimité le 30 juillet 2001. Après avoir réaffirmé toutes les résolutions sur la situation en Afghanistan, y compris les résolutions 1267 (de 1999) et 1333 (de 2000), le Conseil a prié le secrétaire général de mettre en place un mécanisme de suivi de la mise en œuvre des sanctions contre les talibans.
Le Conseil de sécurité a estimé que la situation en Afghanistan constituait une menace pour la paix et la sécurité internationales et, agissant en vertu du chapitre VII de la Charte des Nations unies, a demandé à tous les pays de se conformer aux sanctions antérieures contre les talibans, Al-Qaïda et Oussama ben Laden. Il a prié le Secrétaire général Kofi Annan de mettre en place dans un délai de 30 jours un mécanisme pour:
- suivre la mise en œuvre des mesures incluses dans les résolutions 1267 et 1333;
- fournir une assistance aux États voisins du territoire afghan sous le contrôle des talibans en ce qui concerne l’application des sanctions;
- enquêter sur les violations des mesures.

Le mécanisme consistait en un groupe de contrôle composé de cinq experts au maximum basés à New York pour suivre l’application des mesures concernant les embargos sur les armes, le contre-terrorisme et le blanchiment d’argent; et une équipe de soutien sous sa coordination composée de 15 membres basés dans les États voisins de l'Afghanistan. Le Groupe de contrôle était tenu de rendre compte au Comité du Conseil de sécurité créé par la résolution 1267, qui rendrait lui même compte directement au Conseil de sécurité.
Tous les pays ont été invités à renforcer et à appliquer les sanctions prévues par leur législation nationale contre les personnes et entités opérant sur leur territoire pour faire face aux violations des mesures. Tous les États ont ensuite été invités à rendre compte des résultats de leurs conclusions au Comité, à moins que cela ne compromette leurs enquêtes. Enfin, le Secrétaire général a été invité à prendre des dispositions pour soutenir le mécanisme de suivi et le Conseil a déclaré son intention de revoir les mesures sur la base des informations fournies par le mécanisme.
La résolution, proposée par la Colombie, autorisait l'installation du poste des observateurs au Pakistan; aucune mesure n’a été adoptée contre l’Alliance du Nord. En réponse à l'adoption de la résolution 1363, les talibans et les groupes affiliés ont déclaré qu'ils tueraient les observateurs des Nations unies stationnés à la frontière entre l'Afghanistan et le Pakistan.